# Studio Tan
Studio Tan is een album van Frank Zappa uit 1978, uitgegeven onder zijn eigen label DiscReet Records. 

## Nummers
Alle nummers werden gecomponeerd en geschreven door Frank Zappa.

### Kant één (lp)
1. "The Adventures of Greggery Peccary" – 20:40

### Kant twee (lp)
1. "Let Me Take You to the Beach" – 2:44
2. "Revised Music for Guitar and Low-Budget Orchestra" – 7:36
3. "Rdnzl" – 8:12

## Muzikanten
- Frank Zappa – gitaar, zang, percussie
- George Duke – keyboards
- John Berkman – piano
- Tom Fowler – basgitaar
- Chester Thompson – drums
- Davey Moire – zang
- Eddie Jobson – keyboards, jodeling
- Max Bennett – basgitaar
- Paul Humphrey – drums
- Don Brewer – bongo's
- James "Bird Legs" Youmans – basgitaar
- Ruth Underwood – percussie, synthesizer
- Michael Zearott – dirigent
- Pamela Goldsmith – altviool
- Murray Adler – viool
- Sheldon Sanov – viool
- Jerry Kessler – cello
- Edward Meares – contrabas
- Bruce Fowler – trombone
- Don Waldrop – trombone
- Jock Ellis – trombone
- Dana Hughes – bastrombone
- Earle Dumler – hobo
- JoAnn Caldwell McNab – fagot
- Mike Altschul – dwarsfluit
- Graham Young – trompet
- Jay Daversa – trompet
- Malcolm McNab – trompet
- Ray Reed – dwarsfluit
- Victor Morosco – saxofoon
- John Rotella – houtblaasinstrumenten
- Alan Estes – percussie
- Emil Richards – percussie